# Samsung Electro-Mechanics
 (décembre 2020).
Si vous disposez d'ouvrages ou d'articles de référence ou si vous connaissez des sites web de qualité traitant du thème abordé ici, merci de compléter l'article en donnant les références utiles à sa vérifiabilité et en les liant à la section « Notes et références ».
Samsung Electro-Mechanics (en coréen : 삼성 전기), parfois abrégé SEM, est une société multinationale de composants électroniques dont le siège est à Suwon, Gyeonggi-do, Corée du Sud. C'est une filiale du Groupe Samsung.

## Histoire
L'entreprise est créée en 1973 sous le nom de Samsung Sanyo Parts, puis est renommée Samsung Electric Parts en 1974, Samsung Electronics Parts en 1977 et Samsung Electro-Mechanics en 1987.

## Actionnaires
Principaux actionnaires au 4 décembre 2020 :
| Samsung Electronics                    | 23,7 % |
| Service National des Pensions de Corée | 13,4 % |
| Samsung Electro-Mechanics              | 2,68 % |
| The Vanguard Group                     | 2,20 % |
| Banque centrale de Norvège             | 1,29 % |
| BlackRock                              | 0,79 % |
| American Century                       | 0,71 % |
| Fidelity Investments                   | 0,63 % |
| Mirae Asset Group                      | 0,62 % |
| Goldman Sachs                          | 0,54 % |